# L'Homme qui n'était pas là
Pour les articles homonymes, voir The Man Who Wasn't There.
Ne doit pas être confondu avec The Barber.
Pour plus de détails, voir Fiche technique et Distribution.
L'Homme qui n'était pas là est un film français réalisé par René Féret en 1987 et inspiré par un roman américain de Roderick MacLeish (en).

## Synopsis
Charles Elaine va de succès en succès. Acteur célèbre, sa carrière se déroule sans heurts, grâce aux conseils de Strosser et sa fille Isabelle, ses avocats. Mais quelqu'un, dans l'ombre, veut sa perte, l'amener à la folie, au crime, en appliquant sur lui les théories d'un psychiatre pour qui « on peut rendre fou n'importe qui en le manipulant adroitement ». Faux bruits, contrats résiliés, étranges coïncidences, Rella qu'il aime, qui l'attire et se refuse à lui : tout inquiète Charles. Bientôt, alors qu'il répète le rôle de Macbeth, c'est un drame qui l'obsède, la chute mortelle de son père dans les falaises de Cassis lorsqu'il était enfant, qu'« on » utilise. Mises en scène, allusions se succèdent, pour le persuader qu'il en a été responsable. Qui donc a intérêt à le détruire ? Alice, sa sœur ? Alexandre, son beau-père et père d'Alice ?

## Fiche technique
- Titre : L'Homme qui n'était pas là
- Réalisateur : René Féret
- Musique : René Urtreger
- Image : Joël David et Alain Levent (d'après l'œuvre de Roderick MacLeish (en))
- Montage : Catherine Zins
- Décors : Andrée Putman
- Costumes : Thierry Mugler
- Genre : thriller
- Directeur de la photographie : Alain Levent et Joël David
- Assistant réalisateur : Marc Le Bihan
- Durée : 85 minutes
- Date de sortie :
  - France : 6 mai 1987

## Distribution
- René Féret : Charles
- Claude Jade : Alice
- Valérie Stroh : Rella
- Georges Descrières : Alexandre
- Jacques Dufilho : Strosser
- Sabine Haudepin : Mlle Strosser
- Michaël d’Abbadie : Théodore
- Philippe Vuillemin :